# Ignaz Franz Castelli

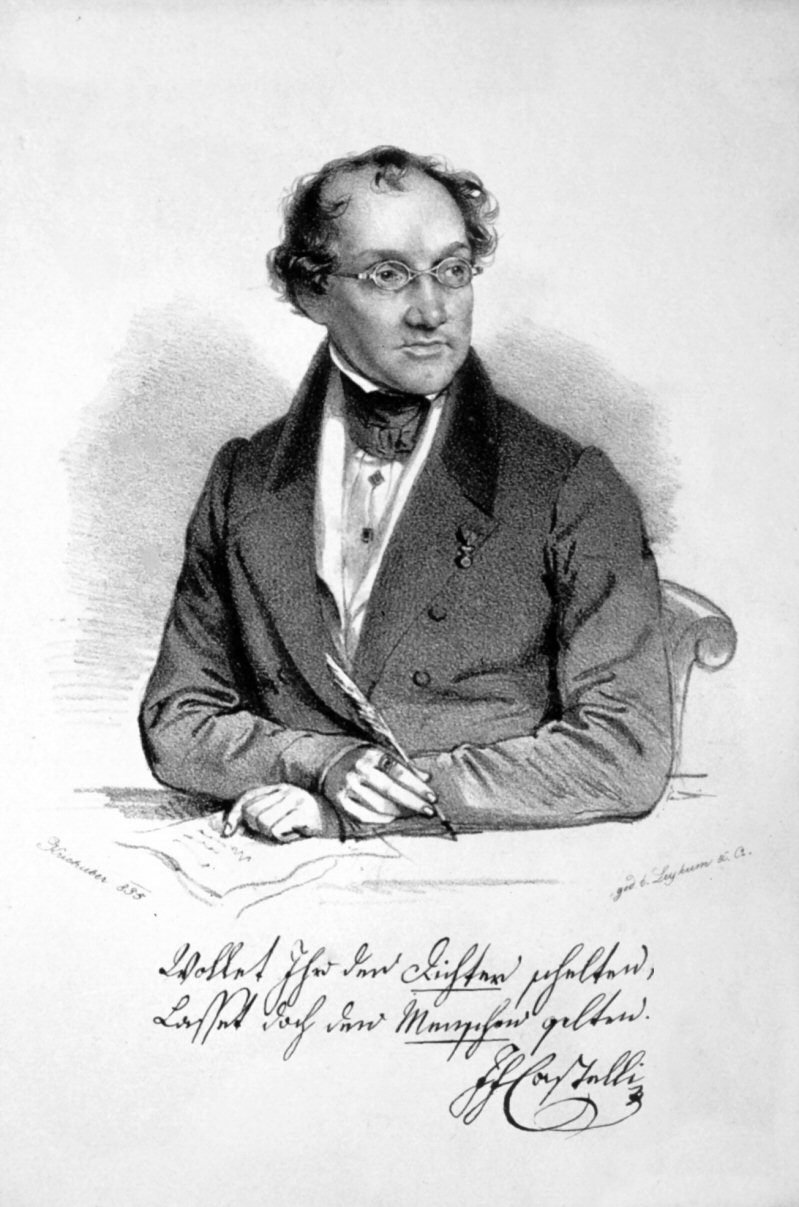
Ignaz Franz Castelli, Lithographie von Joseph Kriehuber, 1835

Ignaz Vinzenz Franz Castelli (* 6. März 1781 in Wien; † 5. Februar 1862 ebenda) war ein österreichischer Dichter und Dramatiker. Die Reihenfolge seiner Vornamen variiert in der Literatur. Er veröffentlichte auch unter den Pseudonymen Bruder Fatalis, Höhler, Kosmas, Kosmos, Rosenfeld, C. A. Stille.

## Leben
Castelli studierte Rechtswissenschaften, widmete sich aber bald der literarischen Tätigkeit. Mit seinem Kriegslied für die österreichische Armee, das in großer Auflage an die österreichischen  Soldaten verteilt wurde, war er einer der ersten patriotischen Dichter der Befreiungskriege. Durch Entsendung nach Ungarn brachte ihn die österreichische Regierung vor den Nachstellungen der Franzosen in Sicherheit.

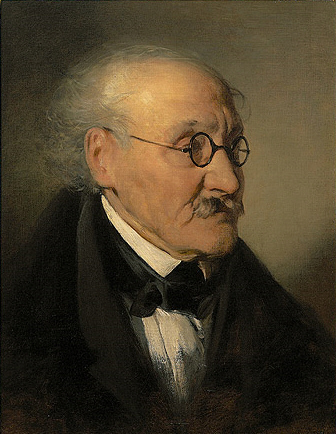
Ignaz Franz Castelli, Gemälde von Friedrich von Amerling

Zu seinem Bekanntenkreis gehörte auch Ludwig van Beethoven, mit dem zusammen er am 26. September 1825 an dem Abschiedsessen für den Verleger Maurice Schlesinger teilnahm.
Ignaz Franz Castelli starb am 5. Februar 1862 im Alter von 81 Jahren in Wien. Sein Grab befindet sich auf dem Wiener Zentralfriedhof (Gr. 0, R 1, Nr. 18).
Sein Grab befand sich zunächst auf dem Hütteldorfer Friedhof. Als es im Jahre 1895 aufgelassen werden sollte, setzte sich der Wiener Tierschutzverein dafür ein, seinem Mitbegründer (s. u.) ein Ehrengrab auf dem Zentralfriedhof zu widmen. Am 23. Juni 1895 wurde der Leichnam feierlich umgebettet.
Im Jahr 1874 wurde in Wien-Margareten (5. Bezirk) die Castelligasse nach ihm benannt.

## Einsatz für den Tierschutz
1846 war er Mitbegründer des Niederösterreichischen Vereins gegen Misshandlung der Tiere in Wien, der als Wiener Tierschutzverein heute noch existiert. Am 23. Juli 1860 fand in Dresden der erste Kongress aller deutschen Tierschutzvereine statt, zu dessen Präsident er gewählt wurde. Dem Verein vermachte er testamentarisch 1.000 Gulden in Nationalanlehen-Obligationen.

## Tätigkeit als Autor
Von 1811 bis 1814 war Castelli Hoftheaterdichter am Wiener Kärntnertortheater. Auf der Bühne hat sich von seinen 199 Lustspielen nichts mehr erhalten, doch seine Singspiel-Libretti Die Schweizer Familie (1809) für Joseph Weigl und Die Verschworenen, komponiert von Franz Schubert, Georg Abraham Schneider und Franz de Paula Roser erlangten große Popularität. Die Opern von Weigl und Schubert wurden auch in der Gegenwart wieder aufgeführt.
Als Herausgeber und Mitarbeiter diverser Periodika in Wien und im deutschsprachigen Raum trug er (in teils pseudonymen und anonymen Berichten mit Verfassernamen wie „Bruder Fatalis“, „Kosmas“, „Rosenfeld“, „C. A. Stille“ und „Höhler“) maßgeblich dazu bei, ein spezifisches Bild von Wien zu vermitteln. Das Beste dürften seine Gedichte in niederösterreichischer Mundart (Wien, 1828) sein, womit er die österreichische Dialektpoesie (Johann Gabriel Seidl, Franz Stelzhamer, Carl Adam Kaltenbrunner) anregte. 1819 gründete er die literarische Gesellschaft Ludlamshöhle. Er hatte Kontakt zu zahlreichen berühmten Schriftstellern und Künstlern seiner Zeit und war u. a. mit Moritz Gottlieb Saphir und Antonio Salieri befreundet.
Sein konfliktscheues, friedliches Temperament, das ihm große Beliebtheit bei Schriftstellerfreunden und Kollegen und ebensolche Popularität beim Publikum eintrug, spiegelt sich in seinen Memoiren, die unter dem Titel Aus dem Leben eines Wiener Phäaken noch vielfach nachgedruckt wurden und Schillers ironisches Wort von der „Phäakenstadt“, auf Wien gemünzt, als einer Stadt des Wohllebens verbreitet haben. Publizistisch war er auch für die Wiener Zeitung tätig.
Castelli schrieb auch „populair-politische“ Texte, etwa einen Text über die Cholera; das Motto dieses Werkes lautet: „Wer für das Volk schreibt, dessen erste Sorge sey ihm verständlich zu schreiben.“

## Werke (Auswahl)

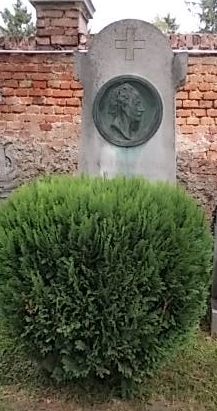
Grabstätte von Ignaz Franz Castelli

- Roderich und Kunigunde, 1807 (Galimathias)[13]
- Die Schweizer Familie, 1809 (Singspiel)
- Neue Wehrmanns-Lieder, 1813
- Der Hund des Aubry, 1816 (Drama)
- Die Waise und der Mörder, 1819 (Drama)
- 100 vierversige Fabeln, 1822
- Der Ehemann als Liebhaber oder der Liebhaber als Ehemann, 1823 (Lustspiel)
- Die Verschworenen, 1823 (Singspiel)
- Gedichte in niederösterreichischer Mundart, 1828
- Wiener Lebensbilder (derbhumoristische Skizzendichtung), 1828
- Eine für die Andere, 1830 (Lustspiel)
- Uniform und Schlafrock, 1831 (Lustspiel)
- Die Scheidewand, 1833 (Lustspiel)
- Sämmtliche Werke. Vollständige Ausgabe letzter Hand, in strenger Auswahl. 15 Bde. Pichler, Wien, 1844–1846
- Wörterbuch der Mundart in Oesterreich unter der Enns (…) ein Hülfsbuch, um den Oesterreicher über seine Nationalsprache aufzuklären und Fremden dieselbe verständlich zu machen, Wien 1847
- Memoiren meines Lebens, 4 Bände, 1861
- Sankt Martin
- Aus dem Leben eines Wiener Phäaken 1781–1862. Die Memoiren des I. F. Castelli, neu herausgegeben von Adolf Saager (Memoirenbibliothek, IV. Serie Achter Band). Verlag von Robert Lutz, Stuttgart 1912 (Digitalisat der 2. Auflage im Internet Archive)